# Distretto di Köprüköy
Il distretto di Köprüköy (in turco Köprüköy ilçesi) è uno dei distretti della provincia di Erzurum, in Turchia.